# Jan Eelen
Jan Fernand Liliane Eelen (Leuven, 26 oktober 1970) is een Belgische televisieregisseur en scenarist. Hij regisseerde onder andere Vaneigens, Alles Kan Beter, In de gloria, Callboys en Het eiland.

## Biografie
Hij studeerde tv-regie aan het RITCS. De moeder van Jan Eelen is Rita Beckx; zij speelt mee in Het eiland als het stille personage Anita. Zijn vader was de hoogleraar psychologie Paul Eelen.
Eelen schreef ook het scenario van het reclamefilmpje voor de 0110-concerten, waarin Tom Van Dyck als extreemrechtse enquêteur Dirk Debeys zijn visie op deze concerten voor verdraagzaamheid gaf.
Op 21 januari 2007 was hij te zien in De Pappenheimers als een van de drie bekende Vlamingen. Doorheen de aflevering werden er grapjes gemaakt door Tom Lenaerts dat Eelen eigenlijk een onbekende bekende Vlaming is. Op 18 januari 2009, 17 januari 2010 en 28 november 2010 was hij eveneens te zien in De Pappenheimers als een van de drie bekende Vlamingen.
Op 21 maart 2008 startte op Canvas Het Programma van Wim Helsen, dat door Jan Eelen werd geregisseerd. In dit programma ontvangt cabaretier Wim Helsen onder het waakzame oog van actrice Sien Eggers vijf gasten die door de bezoekers van de website hetprogrammavanwimhelsen.be zijn geselecteerd.
Zijn recentste televisieproductie is de fictiereeks Callboys, waarvan in 2019 het tweede seizoen op TV kwam.
In 2012 regisseerde hij voor NTGent het theaterstuk God van de slachting met Els Dottermans, Frank Focketyn, An Miller & Oscar Van Rompay.

## Filmografie
- Vaneigens (Man bijt hond) (1997-2000) - Regie en scenario
- Alles kan beter (1997-1999) - Regie
- In de gloria (2000-2001) - Regie en scenario
- Het eiland (2004-2005) - Regie en scenario
- Neveneffecten (2005-2008) - Regie
- Het Programma van Wim Helsen (2009) - Productie
- De Ronde (2011) - Regie en scenario
- Safety First (2013) - Gastrol
- De Ideale Wereld (2013-2014) - Regie
- Callboys (2016-2019) - Regie en scenario